# Diskontinuität (Geologie)
Bei einer geologischen bzw. geophysikalischen Diskontinuität handelt es sich um eine messtechnisch feststellbare Trennfläche innerhalb oberflächennaher Gesteinskörper oder in tieferen Regionen der Erdkruste und des Erdmantels. Der Name bedeutet eine Unterbrechung innerhalb des gleichmäßigen Aufbaus (Kontinuums) eines Gesteins oder sonstigen Festkörpers und wurde von Geophysikern geprägt. In tieferen Erdschichten können Diskontinuitäten auch in plastischen Fluiden auftreten.

## Geophysik
Zu den geophysikalischen Diskontinuitäten werden solche im inneren Aufbau der Erde gezählt. Es sind vor allem Unstetigkeitszonen im großräumigen Schalenbau des Erdinneren, die durch starke Änderungen physikalischer Eigenschaften infolge geänderter chemischer Zusammensetzung, mineralogischer Struktur oder des Aggregatzustandes entstehen. Die Seismologie bzw. die angewandte Seismik können Diskontinuitäten durch einen Wechsel der Ausbreitungsgeschwindigkeit seismischer Wellen feststellen, welche Änderungen des Elastizitätsmoduls oder der Gesteinsdichte anzeigen. Einige dieser Trennflächen sind auch durch Verfahren der Gravimetrie feststellbar – umso genauer, je stärker geneigt die Dichte-Trennflächen sind. So hat G. Papp 2003 mittels Gravimetrie und Lotabweichungen die Pannonische Tiefebene untersucht und den genauen Tiefenverlauf der Mohofläche bestimmt.

### Globale und regionale Diskontinuitäten
Diskontinuitäten, die für den Aufbau des gesamten Erdkörpers charakteristisch sind, werden als global bezeichnet, während kleinräumige, begrenzte Änderungen des strukturellen Aufbaus der Erde durch lokale oder regionale Diskontinuitäten gekennzeichnet sind. Da die zu Grunde liegenden Änderungen vielfach über ein größeres Tiefenintervall erfolgen, handelt es sich bei den meisten Diskontinuitäten streng genommen um Übergangsbereiche. Grenzschichten mit abruptem Wechsel der seismischen Geschwindigkeit werden als Diskontinuität nullter Ordnung bezeichnet.

### Markante Diskontinuitäten
Bekannte Diskontinuitäten sind – von oben nach unten:
- die Conrad-Diskontinuität (Grenze Oberkruste-Unterkruste)
- die Mohorovičić-Diskontinuität oder „Moho-Fläche“ (Grenze Kruste-Mantel)
- die Gutenberg-Diskontinuität (Grenze Lithosphäre-Asthenosphäre)
- die Lehmann-Diskontinuität (auch 210-km-Diskontinuität) und
- die Wiechert-Gutenberg-Diskontinuität (markante Grenzfläche Mantel-Kern).

Weitere Diskontinuitäten, die durch Phasentransformationen von Mantelmineralien hervorgerufen werden, sind nach ihrer durchschnittlichen Tiefe benannt. Die bedeutendsten Phasenübergänge sind die des Olivins. Sie markieren den Übergang vom oberen zum unteren Erdmantel (Mantelübergangszone) und befinden sich in 410, 520 und 660 km Tiefe.
Weitere zum Teil regional beobachtete und vielfach auch umstrittene Diskontinuitäten sind
- die Hales-Diskontinuität (regional in den zentralen USA)
- die X-Diskontinuität (evtl. unbekannte Phasentransformation)
- die 720-km-Diskontinuität (Phasentransformation des Granat)
- die Repetti-Diskontinuität (Ursache unklar)
- die 1200-km-Diskontinuität (evtl. Phasentransformation des Quarz) sowie
- die 1700-km-Diskontinuität (evtl. Phasentransformation des Wüstit).

## Geologie
Für die Geologie sind vor allem Grenzflächen unterschiedlichen Materials von Interesse, die kompakte Gesteinskörper oder die Struktur eines Gebirges durchziehen. Dazu gehören tektonische Trennflächen größerer Ausdehnung wie manche geologische Störungen, die sich bisweilen über hunderte Kilometer erstrecken können und verschiedene Gesteinsarten trennen, sowie Teile von Riftzonen, an denen die Senkung wie beim Oberrheingraben verschiedene Gesteine in Kontakt gebracht hat. Auch örtliche Phänomene wie Staffelbrüche in geologischen Bruchzonen oder Sedimentbecken können Diskontinuitäten sein, werden aber nicht immer so bezeichnet. Kleinräumig sind mit Fremdgesteinen gefüllte Spalten in oberflächennahen Gesteinen zu erwähnen sowie sicht- oder messbare Grenzen innerhalb einer Schichtung oder Schieferung.